# سلمان بن إبراهيم آل خليفة
الشيخ سلمان بن إبراهيم آل خليفة (مواليد 2 نوفمبر 1965 في الرفاع الغربي، مملكة البحرين) رئيس الاتحاد الآسيوي لكرة القدم وعضو اللجنة التنفيذية بالاتحاد الدولي لكرة القدم منذ 2 مايو 2013. قبل انتخابه رئيسا للاتحاد الآسيوي كان رئيسا للاتحاد البحريني لكرة القدم. وأيضا رئيس اللجنة التأديبية في الاتحاد الآسيوي لكرة القدم، ونائب رئيس اللجنة التأديبية للاتحاد الدولي لكرة القدم.

## السيرة
الشيخ سلمان بن إبراهيم آل خليفة عضو في الأسرة الحاكمة في البحرين. تخرج من جامعة البحرين في عام 1992 مع درجة البكالوريوس في الأدب والتاريخ الإنجليزي. شارك في لعبة كرة القدم لسنوات عديدة منذ الثمانينات عندما كان يلعب في فريق الشباب لنادي الرفاع الغربي.
منذ ان ترك نادي الرفاع الغربي ركز على دراسته الأكاديمية وتقلد مناصب تنفيذية في الاتحاد البحريني لكرة القدم. في عام 1996 تم تعيينه إداريا لمنتخب البحرين لكرة القدم ثم بعد سنتين انتخب نائبا للرئيس وفي نهاية المطاف أصبح رئيسا للاتحاد في عام 2002. وشغل أيضا منصب رئيس الجنة التأديبية في عدة بطولات تحت إشراف الاتحاد الدولي لكرة القدم مثل: كأس العالم لكرة القدم وكأس العالم لكرة القدم الشاطئية وكأس العالم لأندية كرة القدم وكان أيضا نائب رئيس اللجنة التأديبية للفيفا في بكين في عام 2008.
في 14 أكتوبر 2010 صدر مرسوم ملكي بتعيينه أمينا عاما للمجلس الأعلى للشباب والرياضة.
الشيخ سلمان لديه ثلاثة أطفال بنتين وهما الشيخة لطيفة ولدت في عام 1994 والشيخة عائشة ولدت في عام 1998 وابن الشيخ عيسى ولد في عام 2001.